# Astragalus toppinianus
Astragalus toppinianus är en ärtväxtart som beskrevs av Syed Irtifaq Ali. Astragalus toppinianus ingår i släktet vedlar, och familjen ärtväxter. Inga underarter finns listade i Catalogue of Life.